# Rescate (película)
Rescate (en inglés: Ransom) es una película de 1996 protagonizada por Mel Gibson, Rene Russo y Gary Sinise y dirigida por Ron Howard. El largometraje recibió una nominación en los Premios Globo de Oro en la categoría del mejor actor por Mel Gibson, y fue la quinta película más taquillera de 1996 en Estados Unidos.
La idea original para la historia fue un episodio de The United States Steel Hour llamado "Fearful Decision", emitido en 1954. Más tarde se hizo una remake del mismo en el largometraje homónimo de 1956, dirigido por Alex Segal, escrito por Richard Maibaum y Cyril Hume y protagonizado por Glenn Ford, Donna Reed y Leslie Nielsen. La película también estuvo influenciada por la novela policiaca King's Ransom, de Ed McBain, la cual fue, por su parte, la base para la película de 1963 de Akira Kurosawa titulada Tengoku to jigoku.

## Argumento
Mientras que Tom Mullen (Mel Gibson), el propietario de una aerolínea, se encuentra en una feria de ciencias en Central Park en la cual su esposa Kate (Rene Russo), una antigua profesora de biología, está trabajando como juez, su hijo Sean (Brawley Nolte) es secuestrado, esposado de manos y pies a una cama y encerrado en una habitación insonorizada del apartamento habitado por Maris Conner (Lili Taylor), Cubby Barnes (Donnie Wahlberg), su hermano Clark (Liev Schreiber) y Miles Roberts (Evan Handler).
Tom y Kate reciben un correo electrónico de los secuestradores, imposible de ser rastreado, con un video mostrándolo a su hijo en cautiverio como extorsión,  pidiendo dos millones de dólares como rescate. Tom llama al FBI, cuyos agentes establecen una base de operaciones en su apartamento.
El detective Jimmy Shaker (Gary Sinise), de la policía de Nueva York, arresta a un delincuente en una tienda cuando Cubby entra a comprar cereales. Shaker sigue a Cubby hasta el edificio donde residen los secuestradores, revelando que Shaker está involucrado en el secuestro, y burlándose de Cubby al decirle que tenía el aplomo de "entrar en una tienda llena de policías a comprar cereales para niños".
Tom acepta las instrucciones del FBI para llevar el rescate. Después de recibir una llamada telefónica de Shaker imposible de ser rastreada (con la voz modificada electrónicamente), Tom sigue las instrucciones. Más tarde se encuentra con Cubby en Nueva Jersey. Supuestamente, Cubby debía darle la dirección en donde tomarían a Sean como intercambio por el dinero. Cuando Cubby se muestra ignorante de las instrucciones y se limita a exigir el dinero, Tom se niega a dárselo. El FBI envía un helicóptero para que siga a Cubby, y este comienza a disparar a los agentes que lo estaban rodeando. Finalmente otros agentes le disparan en la garganta.  
Shaker vuelve a llamar, seleccionando otro lugar para el intercambio. En esta ocasión, Tom insiste en llevar el dinero sin acompañantes. En el camino, se da cuenta de que el primer lugar era falso, y que no existía la garantía de volver a ver a Sean aunque pagase.  
Tom conduce hacia una emisora de televisión local, en donde aparece en las noticias ofreciendo una recompensa de dos millones de dólares para quien encontrase a los secuestradores. La única forma de que se salvasen era devolviendo a su hijo, en cuyo caso les daría la recompensa y retiraría todos los cargos.
Shaker le manda un mensaje anónimo a Kate, indicándole que se encuentren en una iglesia en donde la sorprende de espaldas. Luego le dice que debería pagar el rescate o Sean morirá. Tom acepta el plan, seguro de que es la mejor forma de recuperar al niño, pese a los ruegos de Kate y del Agente Especial del FBI Agent Hawkins (Delroy Lindo). Tom responde aumentando la recompensa a cuatro millones.
Shaker llama a Tom y le demanda que le pague, ya que de lo contrario mataría a su hijo. Tom responde que Sean debería ser devuelto o los secuestradores serán cazados. Tom escucha la voz de su hijo gritando por su padre, tras lo cual Shaker dispara y un instante después se corta la comunicación. Tom y Kate comienzan a creer que su hijo está muerto.
Shaker desarrolla un nuevo plan: matar a Clark y a Miles, simulando que está rescatando a Sean, y así compartir los cuatro millones con Maris. Llama a la policía de Nueva York NYPD y pide protección. Shaker mata a Clark y a Miles, simulando que habían sido asesinados a balazos, pero Maris le dispara, hiriéndolo en el hombro. Shaker asesina a Maris, y llama a los policías que estaban de apoyo, anunciando que había rescatado a Sean. El equipo SWAT entra al apartamento donde Sean estaba secuestrado y encuentran a Shaker, herido, sentado al lado de Sean. (Shaker procura que Sean no le oiga la voz, ya que estaba seguro de que no conocía su cara porque siempre había estado vendado).
Tom y Kate están yendo a ver a su hijo cuando Hawkins los detiene y los lleva a la escena del "rescate" de Sean. Tom se lo agradece a Shaker, quien está siendo llevado al hospital. Hawkins lleva a Tom para que vea el cuerpo inerte de Maris, y entonces se revela que Tom la conocía por el negocio de la aerolínea.
Hawkins interroga a Shaker sobre el tiroteo y sobre los demás secuestradores. Este le asegura que Miles le había disparado y que Clark había intentado huir. Cuando le preguntan sobre Maris, dice que una bala le había dado y confundido, por lo que no había visto a quien le había disparado.
Pocos días más tarde, después de colocarse un revólver en el tobillo, Shaker aparece repentinamente en el apartamento de los Mullen para recibir la recompensa. Tom lo invita a su oficina, pero cuando está escribiendo el cheque, Sean entra en la habitación y reconoce la voz de su secuestrador. Después de ver la reacción aterrorizada de su hijo y de escuchar a Shaker recitar una frase exactamente igual que como lo había hecho el secuestrador, Tom y Sean se dan cuenta de que Shaker era el secuestrador, pero este se da cuenta de que lo habían descubierto.
El primer impulso de Shaker es matar a todos los de la casa, pero Tom le convence de que lo tome como rehén para poder ir al banco para que Shaker pueda sacar dinero de la cuenta de Tom. En el camino, Shaker le ordena a Tom que prepare su jet privado. Tom simula llamar a su piloto, cuando en realidad está llamando a Hawkins, y se arregla para decirle en clave que el secuestrador estaba con él.
Los policías de Nueva York y los agentes del FBI rodean a Tom y Shaker cuando llegan al banco. Shaker entra en pánico y comienza a disparar, matando a varios oficiales. Tom lo derriba y a Shaker se le cae el arma. Después, Tom arroja al delincuente por una ventana y, cuando se incorporan, se ven rodeados por la policía. Shaker saca su arma secreta del tobillo pero en el momento a punto de disparar Tom le dispara primero y luego Hawkins con otros dos tiros, matando así a Shaker.
La cámara se pone en blanco y negro y retrocede desde la escena del cuerpo de Shaker, con una serie de tomas de forma lenta, con la policía queriendo arrestar a Tom pero siendo defendido por Hawkins. Mostrando cuando limpian la sangre de Shaker en la calle, permitiendo que la vida en la ciudad continúe como si nada hubiese pasado, Kate se acerca a Tom abrazándolo en medio de toda la caótica situación mientras aparecen los créditos finales.